# Barrierekyst
En barrierekyst er en kyststrækning hvor der ligger en eller flere barrierer i form af barriereøer eller barrierehalvøer parallelt med kysten adskilt af lavvandede havområder. En barrierekyst dannes af vind og bølger ved kyster hvor der er lav hældning og løst materiale som sand eller grus, der kan flyttes af havbølgerne. Bølgerne skubber materialet frem mod kysten indtil det aflejres i revler. Ved kraftig vind og høj vandstand kan havbundens materiale blive flyttet i så store mængder at revlerne bliver til banker som er tørlagte ved normal vandstand. De kan yderligere vokse i højden ved klitdannelse. Materiale som tilføres parallelt med kystlinjen kan også bidrage til dannelsen af barrierer. En barrierekyst er tit i konstant forandring hvor barriereøer og barrierehalvøer kan vokse, formindskes, flytte sig og evtentuelt helt forsvinde igen.
Omkring 12-15 % af verdens kyststrækninger er barrierekyster. Det længste sammenhængende barrierekystområde på over 2000 km er ved USA's østkyst og kyst mod Den Mexicanske Golf. I Danmark er vadehavskysten med Skallingen, Fanø, Mandø og Rømø som barrierer den længste barrierekyst. Kysten ved Køge Bugt med Ølsemagle Revle og Staunings Ø er et andet eksempel fra Danmark. Verdens største barriereø er Padre Island i Texas, USA som er 182 km lang.